# 존 토머스 덕워스
존 토머스 덕워스(영어: Sir John Thomas Duckworth, 1st Baronet, GCB , 1748년 2월 9일 ~ 1817년 8월 31일)는 영국 해군의 장교로 7년 전쟁, 미국 독립 전쟁, 프랑스 혁명 전쟁과 나폴레옹 전쟁에서 복무했으며, 1812년 전쟁 당시에는 뉴펀들랜드의 총독이었다. 은퇴 이후에는 영국 하원의 의원으로 재직했다. 11살 때부터 덕워스는 영국 해군에서 복무하며 경험을 쌓았다. 
영국 해군에서 복무하는 동안, 덕워스는 동시대의 다른 영국 해군 명장들 휘하에서 일했다. 덕워스는 18세기부터 19세기에 있었던 영국 해군의 여러 전투에 참전했다. 이 중에는 다르다넬스 작전처럼 100년 뒤인 제1차 세계 대전 기간에 회자되는 전투도 있으며, 덕워스가 직접 지휘했던 나폴레옹 전쟁 기간 중 마지막 함대간 전투였던 산도밍고 전투도 있다.

## 프랑스 혁명 전쟁
프랑스와의 전투에서 활약한 덕워스는 유럽 해역과 카리브해에서 두각을 나타냈다. 그는 1793년부터 74문 함포를 갖춘 HMS 오리온(HMS Orion)을 지휘하며 하우 경 제독 휘하의 영국 해협 함대에서 복무했다. 그는 1794년 영광스러운 6월 1일 해전(Glorious First of June)에 참전했으며, 하우 경으로부터 특별히 용맹함을 인정받은 몇 안 되는 지휘관 중 한 명이었다. 또한, 그는 해군 금메달(Naval Gold Medal)과 더불어 영국 상·하원의 공식 감사 표창을 받았다.
1794년 초, 그는 74문 함포를 갖춘 HMS 레비아탄(HMS Leviathan)의 함장으로 임명되었고, 서인도제도로 파견되어 윌리엄 파커 경 소장의 휘하에서 복무했다. 이후 1796년 8월 산토도밍고에서 코모도어로 임명되었으며, 1798년에는 네 척으로 구성된 소규모 분견대를 지휘했다. 같은 해 10월 19일, 그는 미노르카로 항해하여 찰스 스튜어트 경과 공동 지휘를 맡았다. 그는 800명의 병력을 아다야만(Addaya)에 상륙시킨 후, HMS 코르모랑(HMS Cormorant)과 HMS 오로라(HMS Aurora)를 포함한 전함들의 선원과 해병대를 추가로 투입하여 영국 육군을 지원했다. 이 공적으로 인해 1799년 2월 14일 백색기 후방 제독(Rear-Admiral of the White)으로 승진했으며, 그의 문장에는 이후 미노르카(Minorca)가 새겨졌다. 같은 해 6월, 그는 네 척으로 구성된 전대와 함께 프랑스 전함 쿠라주(Courageux)를 포획했다.
1800년 4월, 덕워스는 카디스 봉쇄 함대를 지휘하며, 리마에서 출항한 대규모 스페인 함대를 저지했다. 이 함대는 두 척의 호위 프리깃(모두 영국군이 나포)과 상선 11척으로 이루어져 있었으며, 덕워스의 전대는 이를 포획했다. 이때 그의 개인 몫으로 추정된 전리품 상금(Prize Money)은 약 7만 5천 파운드였다. 같은 해 6월, 그는 바베이도스 및 리워드 제도 함대 총사령관(Commander-in-Chief at Barbados and the Leeward Islands Station)으로 임명되어 휴 시모어 경의 후임으로 부임했다.
그는 1801년 바스 훈장(KB)에 서임되었으며, 1803년 정식으로 훈장을 수여받았다. 이 서임은 1801년 3월 20일, 덕워스가 세인트 바르텔레미, 세인트 마틴, 세인트 토마스, 세인트 존, 세인트 크로이섬을 점령하고 주둔하던 스웨덴 및 덴마크군을 격파한 공적으로 이루어졌다.당시 토머스 트리그 중장이 지휘한 영국 육군은 브리게디어 장군 풀러와 프레더릭 메이틀랜드 휘하 두 개 여단으로 구성되었으며, 각각 1,500명과 1,800명의 병력이 포함되었다. 주력 부대는 64연대(중령 에드워드 패큰햄)와 제2 및 제8 서인도 연대, 두 개의 왕립 포병대 분견대, 그리고 약 100명 규모의 해군 특수부대로 이루어져 있었다.
이 작전에 참여한 함선은 HMS 레비아탄(Leviathan)을 비롯하여 HMS 안드로메다(Andromeda), HMS 유나이트(Unite), HMS 코로만델(Coromandel), HMS 프로셀리트(Proselyte), HMS 암피트리테(Amphitrite), HMS 호넷(Hornet), 브리그함 HMS 드레이크(Drake), 고용된 무장 브리그함 패니(Fanny), 스쿠너 HMS 이클레어(Eclair), 그리고 보급선 알렉산드리아(Alexandria)였다.
이 작전의 결과로 영국군은 점령지와 전쟁 포로 외에도 다수의 선박을 확보했다. 이에 포함된 선박은 스웨덴 상선 두 척, 덴마크 선박 한 척(공수 상태), 프랑스 선박 네 척, 12문 함포를 갖춘 개인 무장 브리그함 한 척, 영국에서 나포된 적이 있던 상선 한 척, 일반 상선 브리그 한 척, 소형 스쿠너 네 척, 그리고 슬루프 한 척이었다.

## 서인도제도 복귀
덕워스는 74문의 HMS 파워풀함을 파견하여 동인도 함대를 보강한 뒤, 그 후 리워드 제도를 향해 항해했다. 1806년 1월 21일 세인트키츠에서 알렉산더 코크레인 경이 지휘하는 HMS 노섬벌랜드와 HMS 아틀라스가 합류했으며, 2월 1일, 나다니엘 데이 코크레인이 지휘하는 HMS 킹피셔가 산도밍고에 있는 프랑스군의 소식을 가져왔다. 프랑스 함대는 브레스트에서 탈출한 코랑탱 우르뱅 레제그 부제독의 지휘하에 120포 임페리얼호, 84포와 74포가 각각 2문이 있는 포함, 그리고 프리깃함 2척으로 구성되어 있었으며, 약 1,000명의 병력으로 산도밍고에서 프랑스군의 증원을 도모했다. 1806년 2월 6일 산도밍고에 도착한 덕워스는 오카만에 수송선과 함께 정박해 있는 프랑스 함대를 발견했다.  프랑스군 사령관은 즉시 바다로 달려가 단종진을 갖추었다. 덕워스는 4척의 배와 3척의 배로 이루어진 두 개의 열을 형성하라는 신호를 보냈다.